# Actinoschoenus
Actinoschoenus es un género de plantas herbáceas perteneciente a la familia de las ciperáceas. Comprende 10 especies descritas y de estas, solo 2 aceptadas.

## Taxonomía
El género fue descrito por George Bentham y publicado en Hooker's Icones Plantarum 14: 33. 1881. La especie tipo es: Actinoschoenus filiformis (Thwaites) Benth. = Actinoschoenus thouarsii Benth.

## Especies aceptadas
A continuación se brinda un listado de las especies del género Actinoschoenus aceptadas hasta julio de 2011, ordenadas alfabéticamente. Para cada una se indica el nombre binomial seguido del autor, abreviado según las convenciones y usos.
- Actinoschoenus repens Raynal
- Actinoschoenus thouarsii Benth.